# 山本真鳥
山本 真鳥（やまもと まとり、女性、1950年 - ）は、日本の文化人類学者、法政大学経済学部教授。日本学術会議会員（2005.10-2014.9）、連携会員（2014.10-2017.9）。専門は、オセアニア地域の文化人類学研究。夫は社会学者・東京大学名誉教授の山本泰。

## 経歴
1969年、東京教育大学附属高等学校卒業（77回）。1974年、東京大学教養学部教養学科文化人類学専攻卒業。1981年、東京大学大学院社会学研究科博士課程単位取得満期退学。日本学術振興会奨励研究員を経て、1984年、法政大学経済学部助教授、1990年、同大教授。2021年、名誉教授。文学博士。
1978年から2年間、イースト・ウエスト・センターへ留学。1990年から2年間、カリフォルニア大学バークレー校人類学部客員研究員。2001年、国立民族学博物館客員教授（2004年度まで）。2011年、イースト・ウェスト・センター及びハワイ大学人類学部客員研究員。2008年6月から2年間、日本文化人類学会会長。2015年4月より4年間、日本オセアニア学会会長。

## 著書・訳書

### 著書
- 『グローバル化する互酬性　拡大するサモア世界と首長制』単著 弘文堂 2018
- 『オセアニアの今―－伝統文化とグローバル化』単著 明石書店 2023
- 『もうひとつのオセアニア史―－プランテーション開発と年季契約労働』単著 法政大学出版局 2025

### 編著・共著
- 『儀礼としての経済 サモア社会の贈与・権力・セクシュアリティ』山本泰共著 弘文堂 1996
- 『植民地主義と文化 人類学のパースペクティヴ』山下晋司共編著 新曜社 1997
- 『オセアニア史』編著 山川出版社 2000
- 『性と文化』編著 法政大学出版局 2004
- 『土地と人間 現代土地問題への歴史的接近』小谷汪之・藤田進共著 有志舎〈21世紀歴史学の創造〉 2012
- 『エリア・スタディーズ  ハワイを知るための60章』山田亨共編著 明石書店 2013

### 訳書
- マーガレット・ミード『サモアの思春期』畑中幸子共訳 蒼樹書房 1976
- マーシャル・サーリンズ『歴史の島々』法政大学出版局 1993